# Faktor XI

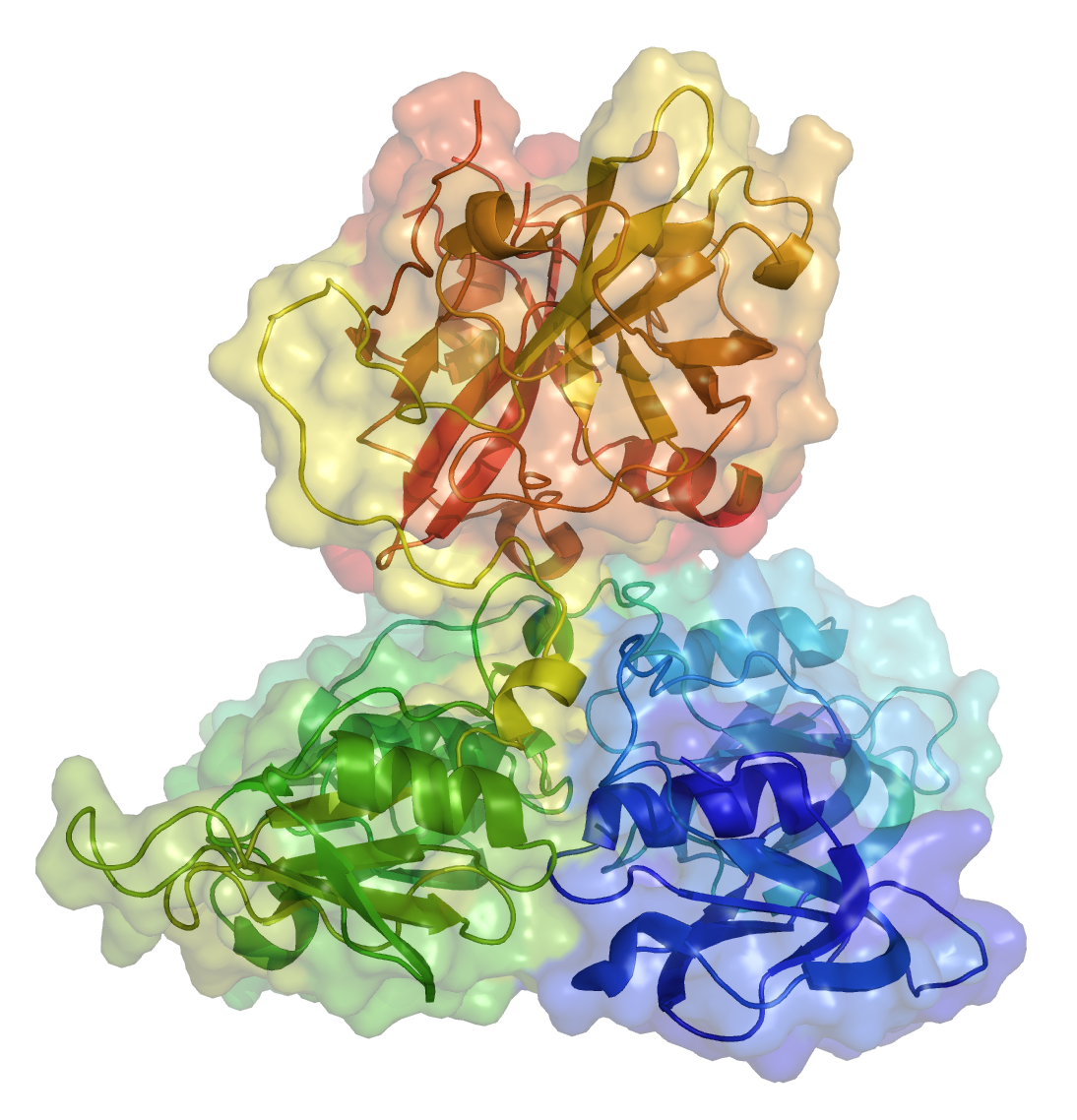
Faktor XI

Koagulační Faktor XI nebo také plasma thromboplastin antecedent (plazmatický předchůdce thromboplastinu) je v krevní plazmě přítomen jako zymogen, a po aktivaci se mění na faktor XIa, tj. enzym (EC 3.4.21.27), který patří mezi serinové proteázy. Faktor je kódován genem F11.

## Fyziologie
Faktor XI (FXI) je syntetizován v játrech a neaktivní forma cirkuluje jako homodimer
.
Poločas FXI v plazmě je asi 52 hodin.
Aktivace zymogenu FXI na FXIa probíhá působením faktoru XII (FXIIa), trombinu, a také autokatalyticky. FXI patří mezi "faktory kontaktu" z důvodu aktivace faktorem XIIa (která zahrnuje vysokomolekulární kininogen (HMWK), prekallikrein, faktor XII, faktor XI a faktor IX).

Faktor XIa poté aktivuje faktor IX selektivním štěpením peptidových vazeb mezi aminokyselinami Arg-Ala a Arg-Val. Faktor IXa následně aktivuje faktor X.
Mezi inhibitory faktoru XIa patří protein Z dependentní proteázový inihibitor (ZPI, zástupce inhibitorů serinových proteáz/serpinů).

## Struktura, genetika
Ačkoliv je syntetizován jako jeden polypetidový řetězec, FXI se vyskytuje jako homodimer.
Každý řetězec má relativní molekulovou hmotnost asi 80 000. Typická plazmatická koncentrace dimeru FXI je asi 5 mg/l.
Gen pro FXI je dlouhý 23 kb, má 15 exonů a nachází se na delším raménku chromozomu 4 (4q32-35).

## Onemocnění
Deficit faktoru XI působí vzácnou hemofilii C; většinou se vyskytuje v židovské populaci v Evropě (Aškenázové) a předpokládá se, že postihuje asi 8 % populace – obě pohlaví. V jiných populacích byl tento stav popsán asi u 1 % případů. Jde o autozomálně recesivní poruchu. Ke spontánnímu krvácení dochází málokdy, ale chirurgické zákroky (v oblastech se zvýšenou fibrinolýzou) mohou způsobit nadměrnou krevní ztrátu. Proto se vyžaduje profylaxe – podání koncentrátu faktoru XI nebo plazmy z plné krve.

Nízké hladiny faktoru XI se také vyskytují u mnoha dalších onemocnění, včetně Noonanova syndromu.
O vysokých hladinách faktoru XI se uvažovalo, že mají za následek trombózu, ačkoliv není jasné, co určuje tyto hladiny, a jak vážný je tento prokoagulační stav.